# Еджуд
 Тази статия е за града във Вашингтон, Съединените щати.  За града в Пенсилвания вижте Еджуд (Пенсилвания).  
Еджуд (на английски: Edgewood) е град в окръг Пиърс, щата Вашингтон, САЩ. Еджуд е с население от 9089 жители (2000) и обща площ от 22,1 km². Намира се на 108 m надморска височина. ЗИП кодът му е 98371, 98372, 98390, а телефонният му код е 253.